# AO Cercle Mbéri Sportif
Der Atletic Olympique Cercle Mbéri Sportif Football Club, kurz AO Cercle Mbéri Sportif, ist ein gabunischer Fußballklub mit Sitz in Libreville, der Hauptstadt des Landes. Aktuell spielt der Verein in der ersten Liga.

## Geschichte
Der Klub wurde im Jahr 1996 gegründet. In der Saison 2000 gelang dem Team der Aufstieg in die erstklassige Championnat National D1. In den folgenden Jahren landete man im Mittelfeld. Ab der Saison 2006 kam die Mannschaft jedoch in eine schwächere Phase, in der auch öfter die Gefahr des Abstiegs bestand, dieser jedoch stets abgewehrt werden konnte. In der Saison 2017/18 gelang es dann erstmals, sich für die Meisterschafts-Playoffs zu qualifizieren. Dies gelang dann ein weiteres Mal in der Saison 2018/19, wo es am Ende nach fünf gespielten Partien auch für den ersten Platz und somit die erste Meisterschaft der Klubgeschichte reichte.

## Erfolge
- Gabunischer Meister: 2018/19

## Stadion
Der Verein trägt seine Heimspiel im Stade Augustin Monédan de Sibang in Libreville aus. Das Stadion hat ein Fassungsvermögen von 7000 Personen.